# Reppe (Territoire de Belfort)
Cet article possède un paronyme, voir Roppe.
Pour les articles homonymes, voir Reppe.
Reppe est une commune française située dans le département du Territoire de Belfort, la région culturelle et historique de Franche-Comté et la région administrative Bourgogne-Franche-Comté. 
Elle est administrativement rattachée au canton de Grandvillars et fait partie du Grand Belfort. Ses habitants sont appelés les Reppois.

## Géographie
Le village est situé entre Foussemagne et Vauthiermont à 17 km de Belfort et à une altitude d’environ 365 mètres. Le territoire de la commune, qui s’étend sur 388 hectares, est arrosé par le ruisseau la Loutre qui change de nom et devient Le Reppe avant de rejoindre la Suarcine à Montreux-Château. L’Aéroparc de Fontaine, vaste zone industrielle en cours de développement, s’étend à proximité du village.

### Climat
Pour des articles plus généraux, voir Climat de la Bourgogne-Franche-Comté et Climat du Territoire de Belfort.
En 2010, le climat de la commune est de type climat des marges montargnardes, selon une étude du Centre national de la recherche scientifique s'appuyant sur une série de données couvrant la période 1971-2000. En 2020, Météo-France publie une typologie des climats de la France métropolitaine dans laquelle la commune est exposée à un climat semi-continental et est dans la région climatique  Vosges, caractérisée par une pluviométrie très élevée (1 500 à 2 000 mm/an) en toutes saisons et un hiver rude (moins de 1 °C). 
Pour la période 1971-2000, la température annuelle moyenne est de 9,7 °C, avec une amplitude thermique annuelle de 17,4 °C. Le cumul annuel moyen de précipitations est de 984 mm, avec 11,5 jours de précipitations en janvier et 10,3 jours en juillet. Pour la période 1991-2020, la température moyenne annuelle observée sur la station météorologique de Météo-France la plus proche, « Felon_sapc », sur la commune de Felon à 6 km à vol d'oiseau, est de 10,3 °C et le cumul annuel moyen de précipitations est de 1 056,1 mm. 
La température maximale relevée sur cette station est de 38 °C, atteinte le 7 août 2015 ; la température minimale est de −19,3 °C, atteinte le 20 décembre 2009,,. 
Les paramètres climatiques de la commune ont été estimés pour le milieu du siècle (2041-2070) selon différents scénarios d'émission de gaz à effet de serre à partir des nouvelles projections climatiques de référence DRIAS-2020. Ils sont consultables sur un site dédié publié par Météo-France en novembre 2022.

## Urbanisme

### Typologie
Au 1er janvier 2024, Reppe est catégorisée commune rurale à habitat dispersé, selon la nouvelle grille communale de densité à sept niveaux définie par l'Insee en 2022.
Elle est située hors unité urbaine. Par ailleurs la commune fait partie de l'aire d'attraction de Belfort, dont elle est une commune de la couronne,. Cette aire, qui regroupe 91 communes, est catégorisée dans les aires de 50 000 à moins de 200 000 habitants,.

### Occupation des sols
L'occupation des sols de la commune, telle qu'elle ressort de la base de données européenne d’occupation biophysique des sols Corine Land Cover (CLC), est marquée par l'importance des territoires agricoles (60,3 % en 2018), en diminution par rapport à 1990 (61,1 %). La répartition détaillée en 2018 est la suivante : 
terres arables (50,9 %), forêts (22,5 %), zones agricoles hétérogènes (9,4 %), zones urbanisées (8,6 %), zones industrielles ou commerciales et réseaux de communication (8,5 %). L'évolution de l’occupation des sols de la commune et de ses infrastructures peut être observée sur les différentes représentations cartographiques du territoire : la carte de Cassini (XVIIIe siècle), la carte d'état-major (1820-1866) et les cartes ou photos aériennes de l'IGN pour la période actuelle (1950 à aujourd'hui).

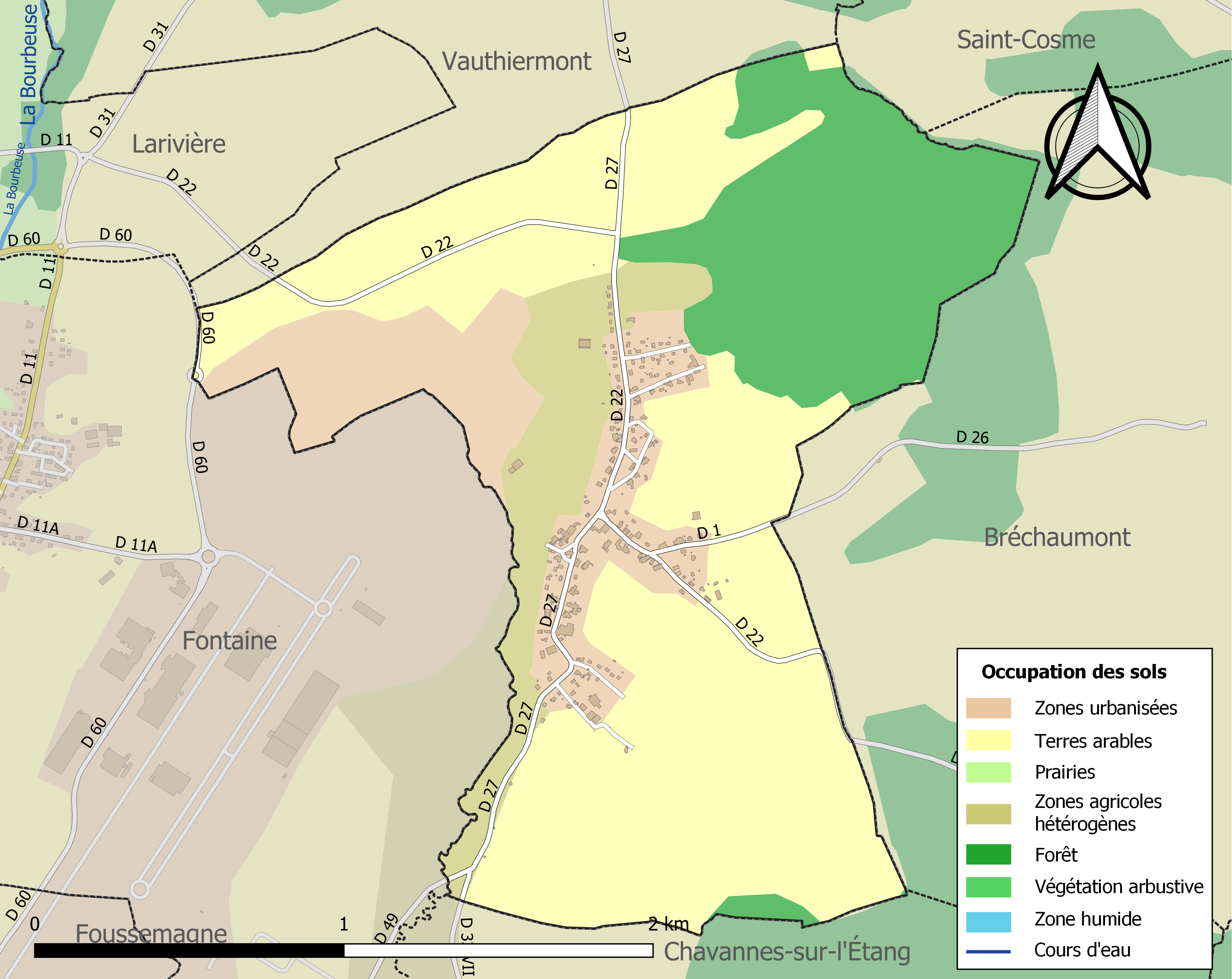
Carte des infrastructures et de l'occupation des sols de la commune en 2018 (CLC).

## Toponymie
- Rinspach (1331), Rispach (1460), Rispa (1576), Reichspach (1579), Ripa (1644), Reppe (1793).
- En allemand : Rispach[14].

## Histoire
On trouve le nom du village pour la première fois dans les archives en 1331 qui s’appelait alors Riespach. Il dépendait alors de la seigneurie de Thann. En 1590 existait déjà une chapelle dédiée à la Vierge Marie mais Reppe dépendait de la paroisse d’Angeot située à plus de 4 km. Ce n’est que dans les années 1760 que le village devient paroisse autonome et que l’église Saint-Blaise est construite (une cloche a été coulée en 1766). Le bourg rassemblait alors près de 450 habitants.

## Héraldique
|  | Les armes de la commune se blasonnent ainsi : D'azur au sautoir d'or accompagné en chef d'un peigne de même. |

## Politique et administration

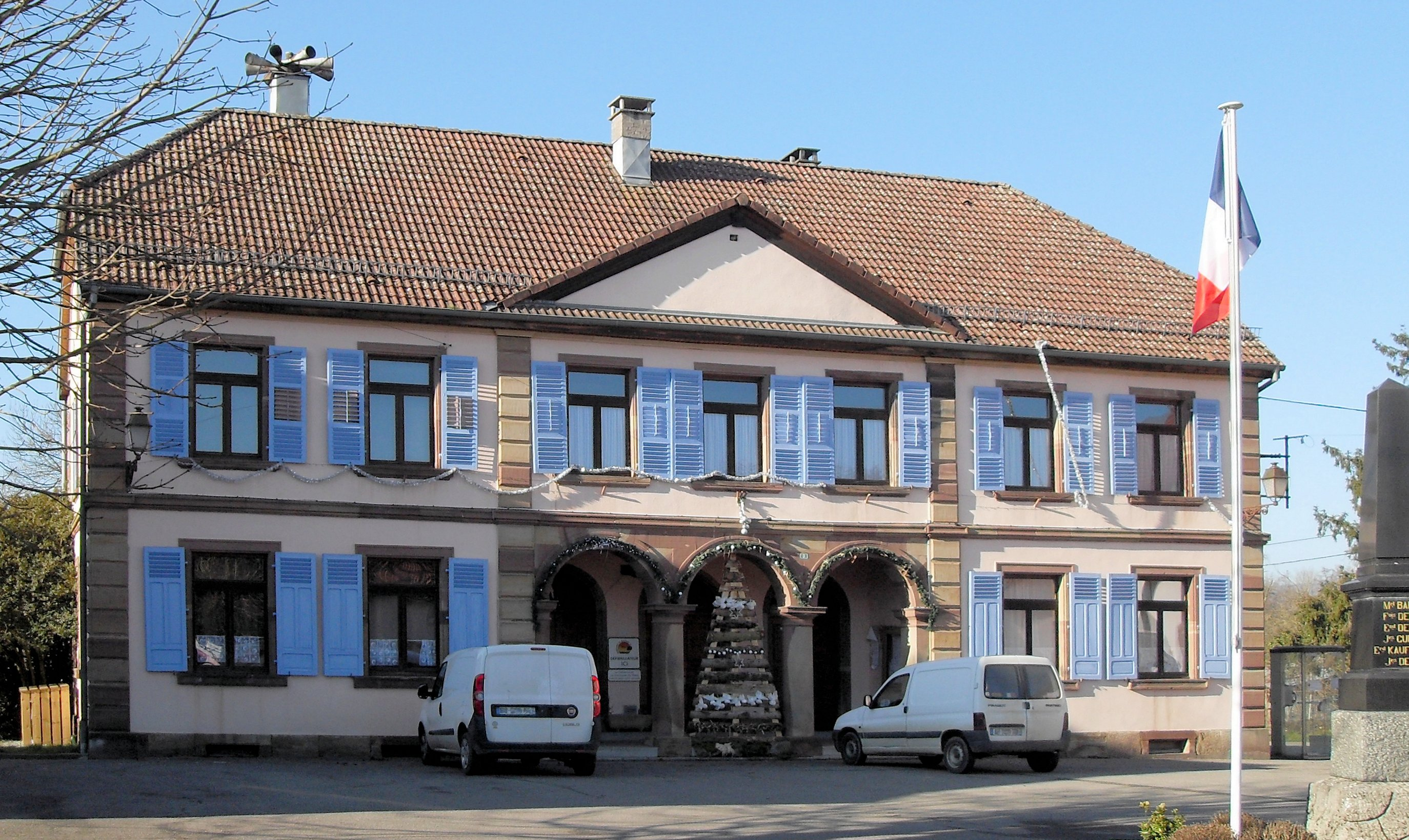
La mairie.

| Période                                  | Période           | Identité          | Étiquette | Qualité         |
| ---------------------------------------- | ----------------- | ----------------- | --------- | --------------- |
| Les données manquantes sont à compléter. |                   |                   |           |                 |
| mars 2008                                | 2014              | François Montavon |           |                 |
| mars 2014                                | 13 septembre 2017 | Bernard Karrer    |           |                 |
| 13 septembre 2017                        | 1 décembre 2017   | Philippe Marquis  |           | Premier adjoint |
| 1 décembre 2017                          | En cours          | Olivier Chrétien, |           |                 |

## Population et société

### Démographie
L'évolution du nombre d'habitants est connue à travers les recensements de la population effectués dans la commune depuis 1793. Pour les communes de moins de 10 000 habitants, une enquête de recensement portant sur toute la population est réalisée tous les cinq ans, les populations de référence des années intermédiaires étant quant à elles estimées par interpolation ou extrapolation. Pour la commune, le premier recensement exhaustif entrant dans le cadre du nouveau dispositif a été réalisé en 2006.

En 2022, la commune comptait 324 habitants, en évolution de −4,14 % par rapport à 2016 (Territoire de Belfort : −2,78 %, France hors Mayotte : +2,11 %).
| 1793 | 1800 | 1806 | 1821 | 1831 | 1836 | 1841 | 1846 | 1851 |
| ---- | ---- | ---- | ---- | ---- | ---- | ---- | ---- | ---- |
| 339  | 365  | 413  | 398  | 411  | 456  | 409  | 411  | 410  |

| 1856 | 1861 | 1866 | 1872 | 1876 | 1881 | 1886 | 1891 | 1896 |
| ---- | ---- | ---- | ---- | ---- | ---- | ---- | ---- | ---- |
| 329  | 309  | 293  | 294  | 316  | 321  | 318  | 283  | 291  |

| 1901 | 1906 | 1911 | 1921 | 1926 | 1931 | 1936 | 1946 | 1954 |
| ---- | ---- | ---- | ---- | ---- | ---- | ---- | ---- | ---- |
| 275  | 250  | 212  | 194  | 214  | 209  | 193  | 200  | 195  |

| 1962 | 1968 | 1975 | 1982 | 1990 | 1999 | 2006 | 2011 | 2016 |
| ---- | ---- | ---- | ---- | ---- | ---- | ---- | ---- | ---- |
| 207  | 185  | 187  | 214  | 241  | 235  | 270  | 322  | 338  |

| 2021 | 2022 | - | - | - | - | - | - | - |
| ---- | ---- | - | - | - | - | - | - | - |
| 330  | 324  | - | - | - | - | - | - | - |

### Enseignement
il y a une école qui regroupe des CE2,des CM1 et des CM2. 
Elle est jumellée avec l’école de Fousmagne où il y a des PS,des MS,des GS,des CP et des CE1.
Les habitants de Reppe vont au collège Camille Claudel à Montreux Chateau.

### Personnalités liées à la commune
- Xavier Richert, dit Xavier Reppe, premier administrateur des Terres australes et antarctiques françaises
- Pierre Sellier, militaire, est inhumé dans le cimetière.

## Lieux et monuments

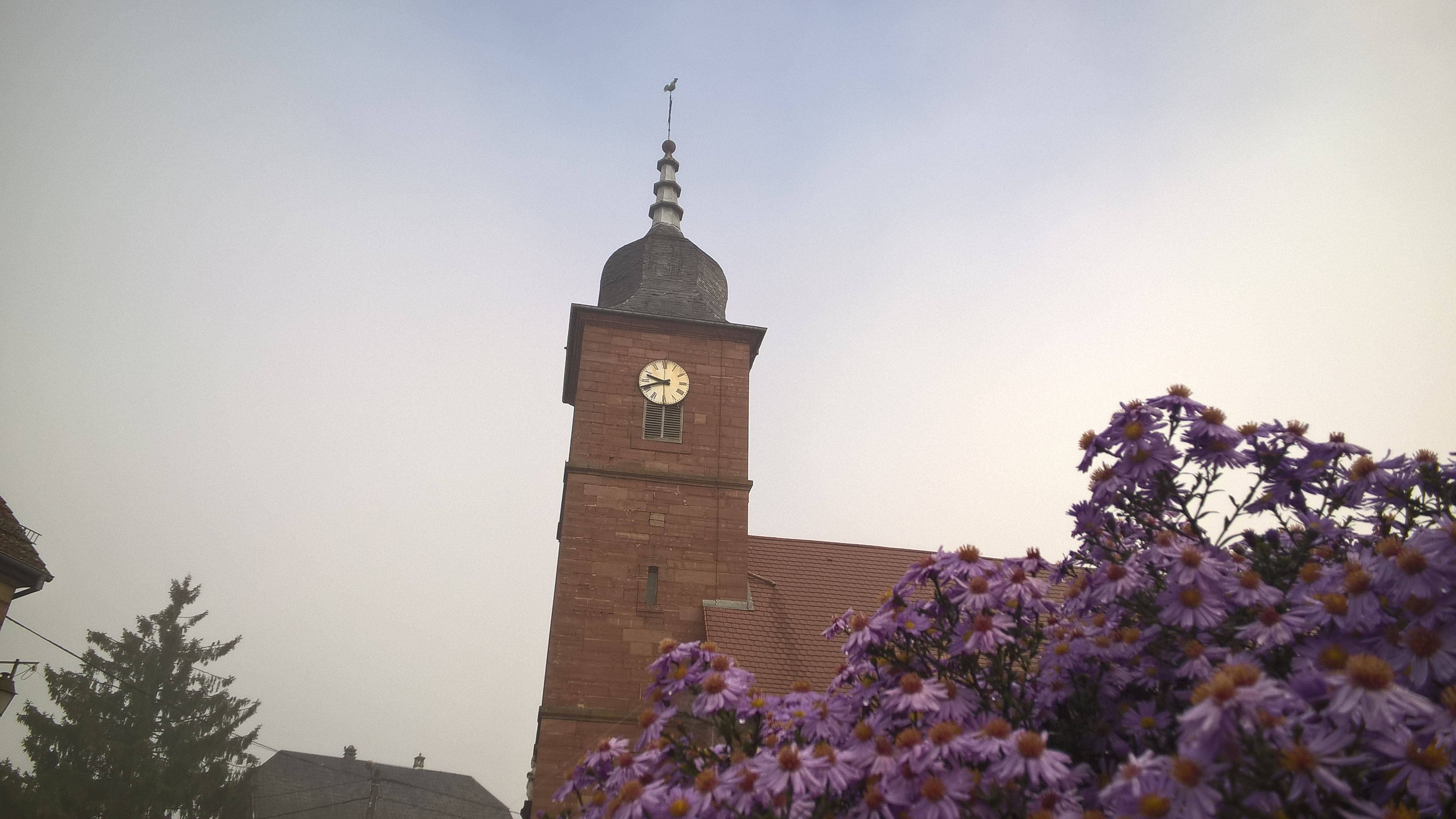
L'église Saint-Blaise (côté sud)

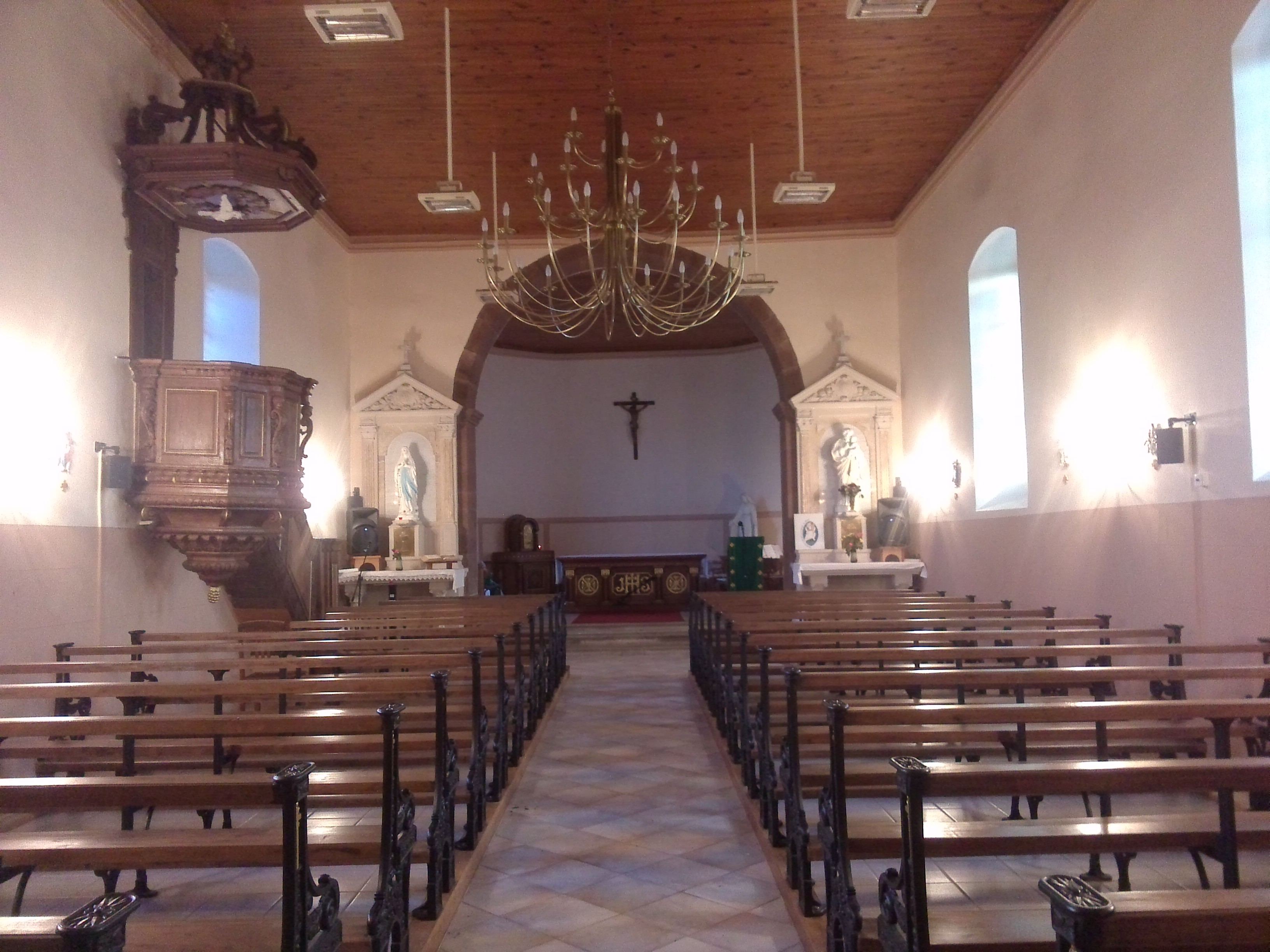
L'église Saint-Blaise (vue intérieur)

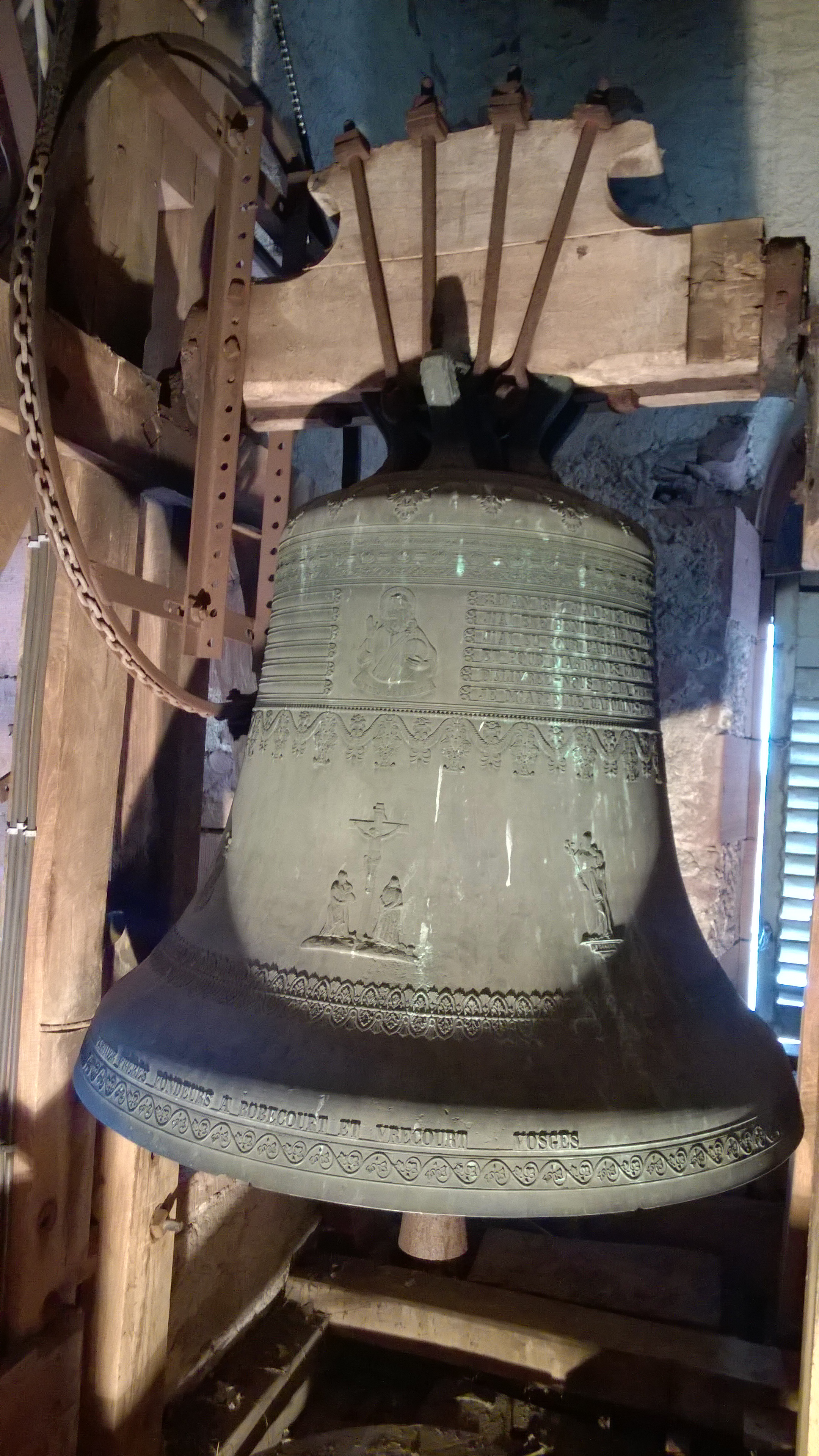
J'ai été faite en l'an 1877 par les fondeurs de cloches Frères Farnier à Robécourt (Vosges) Je donne la note du Fa# de l'octave 3. Je m'appelle Catherine-Emma-Léontine.

L'église Saint-Blaise compte 3 cloches. 

## Pour approfondir